# Меттий Фуфетий
Меттий Фуфетий (лат. Mettius Fufetius) — легендарный диктатор Альба-Лонги, правивший в VII в. до н. э.

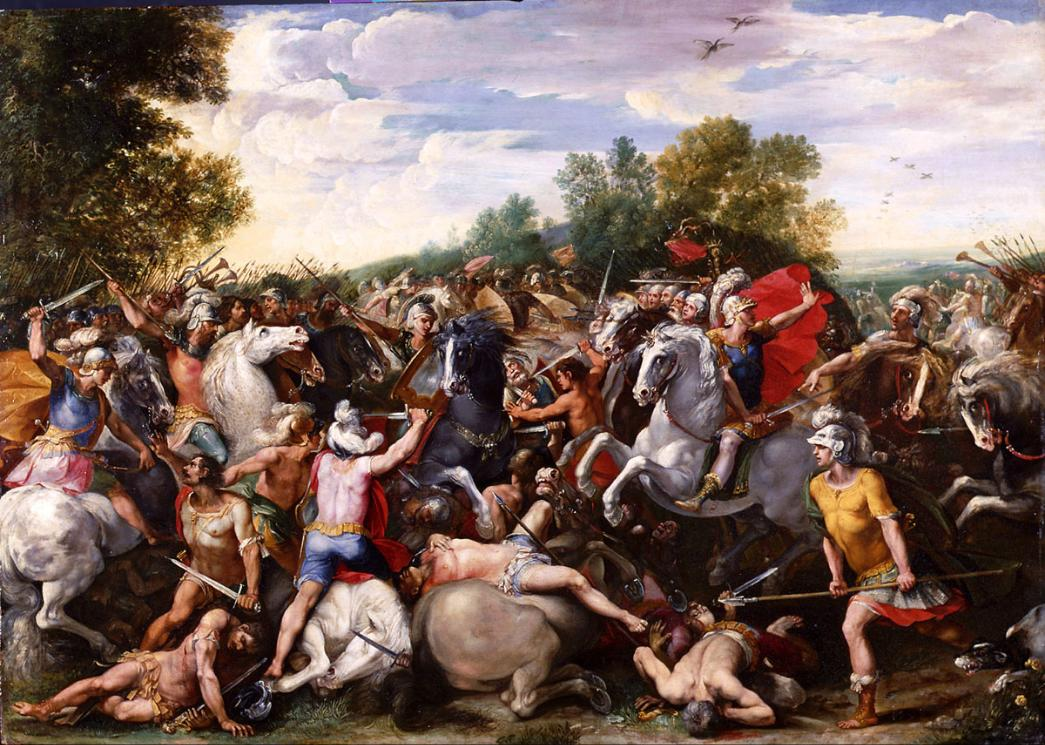
Победа Тулла Гостилия над Вейями и Фиденами. (Джузеппе Чезари, 1595—1596)

Согласно традиции, был избран диктатором после смерти последнего альбанского царя Гая Клуилия во время войны с римлянами. По словам Дионисия Галикарнасского, он был «и на войне неумелый полководец, и в деле сохранения мира муж ненадежный» .

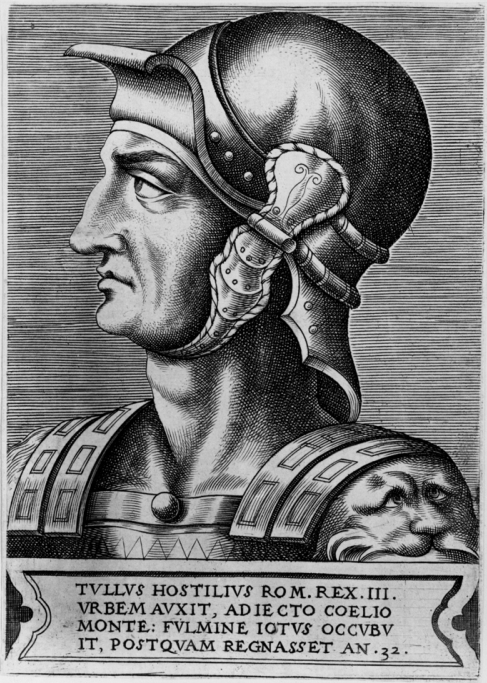
Тулл Гостилий. Гравюра XVIII века

Поначалу Фуфетий намеревался продолжать войну, но дела шли неважно, и тогда он предложил римскому царю Туллу Гостилию уладить конфликт. Более всего к этому побуждало соседство этрусских городов — Вей и Фиден, которые с удовольствием наблюдали за распрей между латинами, и, по словам римских историков, готовились напасть на того, кто победит в сражении римлян с альбанцами . Дионисий пишет, что вейские войска были тайно, небольшими группами, введены в Фидены, а на вершинах холмов скрыты наблюдатели, готовые подать этрусскому войску знак, когда битва окончится. Сторонники латинов в Фиденах сообщили об этих планах альбанскому диктатору .
Фуфетий и Гостилий договорились решить исход войны в ритуальном бою трое на трое — знаменитом бою Горациев и Куриациев. Проигравшая сторона подчинялась победителю, и Альба-Лонга была вынуждена признать верховенство Рима .
Через год началась война Рима с Фиденами и Вейями, и Тулл Гостилий призвал на помощь войска Фуфетия. Тот соединился с римлянами под Фиденами, но, тяготясь зависимостью от Рима, замыслил предательство, и пообещал фиденатам и вейентам ударить римлянам во фланг и тыл в предстоящем сражении. Когда армии двинулись навстречу друг другу, альбанцы, занимавшие правый фланг, бросили позицию и отошли, однако, на римлян не напали, решив дождаться исхода битвы. Гостилий разгромил этрусков, а на следующий день на военной сходке приказал схватить Фуфетия, обвинив его в предательстве. Альбанского диктатора привязали к двум упряжкам, которые погнали в противоположные стороны .

В первый раз и в последний воспользовались римляне этим способом казни, мало согласным с законами человечности; в остальном же можно смело сказать, что ни один народ не назначал более мягких наказаний.— Ливий. I, 29, 11.
Казнь Фуфетия упоминается уже Эннием , у Вергилия её изображение находится на щите Энея:

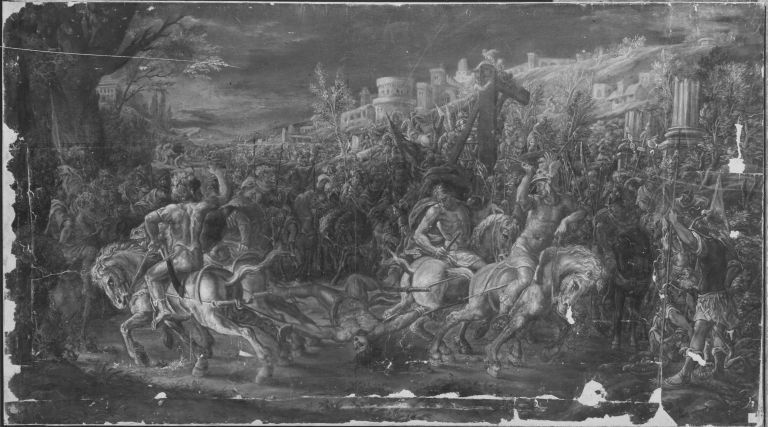
Иоганн Боксбергер. Казнь Меттия Фуфетия. XVI век

В саму Альба-Лонгу римский царь направил отряд во главе с Марком Горацием, и тот разрушил все здания, кроме храмов, «в один час предав разрушению и гибели труды четырех столетий» . Население было переведено в Рим, где получило права гражданства. Знатнейшие альбанские семьи вошли в состав римского патрициата (Юлии, Сервилии, Куриации, Квинкции, Клелии, Гегании, Метилии) .
События этой войны, вероятно, были вымышлены ранними римскими историками, пытавшимися придать рациональное обоснование мифологическому сюжету преданий о Горациях и переходе царской власти от Альба-Лонги к Риму, однако, в них нашла отражение реальная история — борьба римлян и альбанцев за первенство в Латинском союзе, закончившаяся в VII или VI веке до н. э. победой Рима. Относительно историчности Меттия Фуфетия высказывалось предположение, что это не имя собственное, а двойной титул правителя Альба-Лонги .